# Rōdō sanka
„Rōdō sanka” (jap. 労働讃歌) – szósty singel japońskiego zespołu Momoiro Clover Z, wydany w Japonii przez Starchild 23 listopada 2011 roku. Singel został wydany w trzech edycjach: regularnej i dwóch limitowanych.
Singel osiągnął 7 pozycję w rankingu Oricon i pozostał na liście przez 53 tygodnie, sprzedał się w nakładzie 68 654 egzemplarzy.

## Lista utworów
| CD (wer. regularna)       |                                                |                            |                            |                            |      |
| Nr                        | Tytuł                                          | Słowa                      | Kompozycja                 | Aranżacja                  | Czas |
| 1.                        | "Rōdō sanka" (jap. 労働讃歌)                   | Kenji Ōtsuki               | Ian Parton                 | Ian Parton                 | 4:40 |
| 2.                        | "Santa-san" (jap. サンタさん)                  | Ken'ichi Maeyamada         | Ken'ichi Maeyamada         | Ken'ichi Maeyamada         | 4:49 |
| 3.                        | "BIONIC CHERRY"                                | Natsumi Tadano             | AKIRASTAR                  | AKIRASTAR                  | 4:08 |
| 4.                        | "Rōdō sanka" (jap. 労働讃歌) (off vocal ver.)  |                            | Ian Parton                 | Ian Parton                 | 4:40 |
| 5.                        | "Santa-san" (jap. サンタさん) (off vocal ver.) |                            | Ken'ichi Maeyamada         | Ken'ichi Maeyamada         | 4:49 |
| 6.                        | "BIONIC CHERRY" (off vocal ver.)               |                            | AKIRASTAR                  | AKIRASTAR                  | 4:08 |
| CD (wer. limitowana A, B) |                                                |                            |                            |                            |      |
| Nr                        | Tytuł                                          | Słowa                      | Kompozycja                 | Aranżacja                  | Czas |
| 1.                        | "Rōdō sanka" (jap. 労働讃歌)                   | Kenji Ōtsuki               | Ian Parton                 | Ian Parton                 | 4:40 |
| 2.                        | "Santa-san" (jap. サンタさん)                  | Ken'ichi Maeyamada         | Ken'ichi Maeyamada         | Ken'ichi Maeyamada         | 4:49 |
| 3.                        | "Rōdō sanka" (jap. 労働讃歌) (off vocal ver.)  |                            | Ian Parton                 | Ian Parton                 | 4:40 |
| 4.                        | "Santa-san" (jap. サンタさん) (off vocal ver.) |                            | Ken'ichi Maeyamada         | Ken'ichi Maeyamada         | 4:49 |
| DVD (wer. limitowana A)   |                                                |                            |                            |                            |      |
| Nr                        | Tytuł                                          | Tytuł                      | Tytuł                      | Tytuł                      | Czas |
| 1.                        | "Rōdō sanka" (Music Video)                     | "Rōdō sanka" (Music Video) | "Rōdō sanka" (Music Video) | "Rōdō sanka" (Music Video) |      |
| DVD (wer. limitowana B)   |                                                |                            |                            |                            |      |
| Nr                        | Tytuł                                          | Tytuł                      | Tytuł                      | Tytuł                      | Czas |
| 1.                        | "Santa-san" (Music Video)                      | "Santa-san" (Music Video)  | "Santa-san" (Music Video)  | "Santa-san" (Music Video)  |      |

## Notowania
| Lista                             | Pozycja |
| --------------------------------- | ------- |
| Oricon Daily Singles Chart        | 1       |
| Oricon Weekly Singles Chart       | 7       |
| Oricon Yearly Singles Chart       | 158     |
| Billboard Japan Hot 100           | 13      |
| Billboard Japan Hot Singles Sales | 10      |